# Augusto Matine
Augusto Matine (Maputo, 13 febbraio 1947 – 13 ottobre 2020) è stato un allenatore di calcio e calciatore portoghese di origini mozambicane, di ruolo centrocampista.

## Carriera

### Nazionale
Collezionò 9 presenze con la propria nazionale.

## Palmarès

### Giocatore

#### Competizioni nazionali
- Campionato portoghese: 2

Benfica: 1970-1971, 1972-1973
- Coppa del Portogallo: 1

Benfica: 1969-1970

### Allenatore

#### Competizioni nazionali
- Moçambola: 1

Desportivo Maputo: 2006